# Æscwine (roi d'Essex)
Pour les articles homonymes, voir Æscwine.
Æscwine ou Erkenwine serait le fondateur du royaume d'Essex, dans le sud-est de l'Angleterre, au début du VIe siècle.
Ce personnage est très mal connu : le seul document antérieur à la conquête normande de l'Angleterre attestant de son existence est une généalogie du Wessex datant de la fin du IXe siècle (BL Add. MS 23211). Il y apparaît comme père de Sledda et fils d'Offa, fils de Bedca, fils de Sigefugl, fils de Swæppa, fils d'Antsecg, fils de Gesecg, fils de Seaxneat, dieu fondateur des Saxons. Ni Bède le Vénérable, ni la Chronique anglo-saxonne ne le mentionnent.
Selon Roger de Wendover et Matthieu Paris, le fondateur du royaume d'Essex, qu'ils appellent « Erkenwine », règne de 527 à 587. En revanche, selon Guillaume de Malmesbury, le premier roi d'Essex est Sledda, dont le règne débute en 587.
Les noms Æscwine et Erkenwine suggèrent un lien avec la maison royale du Kent voisin, mais faute de sources, il est difficile d'en déduire quoi que ce soit quant aux relations pouvant unir les deux royaumes à l'époque.